# Шапкино (Смоленская область)
Шапкино — деревня в Гагаринском районе Смоленской области России. Входит в состав Акатовского сельского поселения. 
Расположена в северо-восточной части области в 15 км к северо-востоку от Гагарина, в 10 км севернее автодороги М1 «Беларусь». В 7 км юго-восточнее деревни расположена железнодорожная станция Батюшково на линии Москва — Минск. 

## История
В годы Великой Отечественной войны деревня была оккупирована гитлеровскими войсками в октябре 1941 года, освобождена в марте 1943 года. 